# Briefmarken-Jahrgang 1965 der Deutschen Bundespost
Der Briefmarken-Jahrgang 1965 der Deutschen Bundespost umfasste 27 Sondermarken, Dauermarken wurden in diesem Jahre keine herausgegeben.

## Liste der Ausgaben und Motive
Legende
- Bild: Eine bearbeitete Abbildung der genannten Marke. Das Verhältnis der Größe der Briefmarken zueinander ist in diesem Artikel annähernd maßstabsgerecht dargestellt. Sollten keine Marken abgebildet sein, liegt es daran, dass das Urheberrecht des Künstlers noch nicht erloschen ist.
- Beschreibung: Eine Kurzbeschreibung des Motivs und/oder des Ausgabegrundes. Bei ausgegebenen Serien oder Blocks werden die zusammengehörigen Beschreibungen mit einer Markierung versehen eingerückt.
- Wert: Der Frankaturwert der einzelnen Marke in Pfennig. Ein „+“ bedeutet, dass es sich um eine Zuschlagsmarke handelt (= Frankaturwert + Spende).
- Ausgabedatum: Das Datum des erstmaligen Verkaufs dieser Briefmarke.
- Gültig bis: Das Datum, an dem die Gültigkeit endete.
- Auflage: Soweit bekannt, wird hier die zum Verkauf angebotene Anzahl dieser Ausgabe angegeben.
- Entwurf: Soweit bekannt, wird hier angegeben, von wem der Entwurf dieser Marke stammt.
- Mi.-Nr.: Diese Briefmarke wird im Michel-Katalog unter der entsprechenden Nummer gelistet.

| Sondermarken | |                  |                       |                   |             |                                         |       |
| Bild         | Beschreibung | Werte in Pfennig | Ausgabe- datum (1965) | gültig bis        | Auflage     | Entwurf                                 | MiNr. |
|              | 150. Todestag von Matthias Claudius (1740–1815) Der Wandsbecker Bothe, Eule, Hut, 3 Kröten und Tasche am Wanderstock                                                     | 20               | 21. Januar            | 31. Dezember 1966 | 20.000.000  | Reinhart Heinsdorff                     | 462   |
|              | 150. Geburtstag von Otto von Bismarck (1815–1898) Ministerpräsident von Preußen, Kanzler des Norddeutschen Bundes und der erste Reichskanzler des Deutschen Kaiserreichs | 20               | 1. April              | 31. Dezember 1966 | 30.000.000  | Rudolf Gerhardt                         | 463   |
|              | Für die Jugend, Jagdbares Federwild - Waldschnepfe, Scolopax rusticola                                                                                                   | 10+5             | 1. April              | 31. Dezember 1966 | 27.606.000  | Paul Froitzheim                         | 464   |
|              | - Jagdfasan, Phasianus colchicus | 15+5             | 1. April              | 31. Dezember 1966 | 6.727.000   | Paul Froitzheim                         | 465   |
|              | - Birkhahn, Lyrurus tetrix (auch Tetrao tetrix) | 20+10            | 1. April              | 31. Dezember 1966 | 6.681.000   | Paul Froitzheim                         | 466   |
|              | - Auerhahn, Tetrao urogallus | 40+20            | 1. April              | 31. Dezember 1966 | 5.777.000   | Paul Froitzheim                         | 467   |
|              | Internationale Verkehrsausstellung 1965 in München - Verkehrszeichen und Ampel                                                                                           | 5                | 25. Juni              | 31. Dezember 1968 | 50.000.000  | Hugo Günter Magnus                      | 468   |
|              | - Kommunikationssatellit und Satellitenantenne | 10               | 25. Juni              | 31. Dezember 1968 | 50.000.000  | Hugo Günter Magnus                      | 469   |
|              | - alter Postbus und moderner Omnibus | 15               | 25. Juni              | 31. Dezember 1968 | 50.000.000  | Hugo Günter Magnus                      | 470   |
|              | - Zeigertelegraf und Fernmeldeturm | 20               | 25. Juni              | 31. Dezember 1968 | 100.000.000 | Hugo Günter Magnus                      | 471   |
|              | - Alte Dampflokomotive und moderne Elektrolokomotive | 40               | 25. Juni              | 31. Dezember 1968 | 30.000.000  | Hugo Günter Magnus                      | 472   |
|              | - Weltraumkapsel und Düsenflugzeug | 60               | 1. April              | 31. Dezember 1968 | 20.000.000  | Hugo Günter Magnus                      | 473   |
|              | - Segelschiff Hammonia und Passagierschiff Bremen | 70               | 25. Juni              | 31. Dezember 1968 | 20.000.000  | Hugo Günter Magnus                      | 474   |
|              | 75 Jahre Tag der Arbeit am 1. Mai Blumenstrauß | 15               | 30. April             | 31. Dezember 1966 | 30.000.000  | Karl Oskar Blase                        | 475   |
|              | 100 Jahre Internationale Fernmeldeunion ITU UIP-Logo, Globus mit In- und Umschrift                                                                                       | 40               | 17. Mai               | 31. Dezember 1966 | 20.000.000  | Friedemann Lichtwitz                    | 476   |
|              | 100. Todestag von Adolph Kolping (1813–1865) katholischer Priester und Begründer des Kolpingwerkes                                                                       | 20               | 26. Mai               | 31. Dezember 1966 | 20.000.000  | Herbert Kern                            | 477   |
|              | 100 Jahre Deutsche Gesellschaft zur Rettung Schiffbrüchiger, DGzRS Seenotrettungskreuzer Georg Breusing                                                                  | 20               | 29. Mai               | 31. Dezember 1966 | 30.000.000  | Karl Oskar Blase                        | 478   |
|              | 20 Jahre Vertreibung Gruppe von Heimatvertriebenen | 20               | 28. Juli              | 31. Dezember 1967 | 30.000.000  | Hahn und Lemke                          | 479   |
|              | Evangelischer Kirchentag in Köln Jerusalemkreuz in einem Labyrinth | 20               | 28. Juli              | 31. Dezember 1967 | 20.000.000  | Rau                                     | 480   |
|              | Deutsche Funkausstellung, Stuttgart | 20               | 28. Juli              | 31. Dezember 1967 | 30.000.000  | Heinz Schillinger und Hella Schillinger | 481   |
|              | 125 Jahre Briefmarken Drei Briefmarken der Thurn-und-Taxis-Post | 20               | 28. August            | 31. Dezember 1967 | 30.000.000  | Erwin Poell                             | 482   |
|              | Europamarken - Stilisierter Zweig mit CEPT als Fruchtknoten | 15               | 27. September         | 31. Dezember 1967 | 30.000.000  | Karlsson                                | 483   |
|              | - Stilisierter Zweig mit CEPT als Fruchtknoten | 20               | 27. September         | 31. Dezember 1967 | 70.000.000  | Karlsson                                | 484   |
|              | Wohlfahrtsmarken, Aschenputtel Märchen der Brüder Grimm - Aschenputtel lässt sich von Tauben beim Lesen der Linsen helfen                                                | 10+5             | 6. Oktober            | 31. Dezember 1967 | 36.027.000  | Stefula                                 | 485   |
|              | - Aschenputtel empfängt ihr Ballkleid aus einem Baum | 15+5             | 6. Oktober            | 31. Dezember 1967 | 17.350.000  | Stefula                                 | 486   |
|              | - Aschenputtel verlässt das Schloss und verliert einen Schuh | 20+10            | 6. Oktober            | 31. Dezember 1967 | 28.201.000  | Stefula                                 | 487   |
|              | - Der Prinz führt Aschenputtel als seine Braut heim | 40+20            | 6. Oktober            | 31. Dezember 1967 | 10.203.000  | Stefula                                 | 488   |